# Francis Crowley
Pour les articles homonymes, voir Crowley.
Francis Crowley, surnommé "Two Gun" Crowley, est un criminel américain né le 31 octobre 1911 à New York et mort exécuté sur la chaise électrique le 21 janvier 1932 dans la prison de Sing Sing.

## Histoire
En 1931, il a assassiné un policier qui ne faisait que lui demander ses papiers et en se barricadant dans son appartement, a provoqué la venue de centaines d'officiers de police qui lui ont tiré dessus sans relâche, un évènement appelé le Siège de la 90e rue ("Siege of 90th Street").
Portant presque en permanence deux revolvers sur sa personne, il a obtenu le surnom de "Two Gun".
Avant de mourir sur la chaise électrique, il dit: "Voilà ma punition pour avoir voulu me défendre."

## Dans les médias
- Le film L'enfer est à lui est inspiré en partie de la vie de Francis Crowley.
- Calibre 38 (Série noire n° 110, 1952) de Victor Rosen est la biographie de Francis Crowley.
- Dale Carnegie cite notamment Francis Crowley au début du premier chapitre de son ouvrage de développement personnel Comment se faire des amis. Il l'emploie comme un exemple du fait que les humains, quelle que soit l'évidence des erreurs qu'ils commettent, nieront toute culpabilité et refuseront toute critique. Selon Carnegie, Crowley aurait écrit lors de sa bataille contre la police un message disant: "Sous ma veste bat un cœur las, mais bon, et qui ne ferait de mal à personne".